# Sognando e risognando (album)
| Recensione              | Giudizio          |
| ----------------------- | ----------------- |
| Dizionario del Pop-Rock | [ 1 ]             |
| 24.000 dischi           | [ 2 ]             |
| Ondarock                | Disco consigliato |

Sognando e risognando è il terzo album del gruppo musicale italiano Formula 3, pubblicato dall'etichetta discografica Numero Uno nel settembre 1972.
L'album è prodotto da Lucio Battisti, autore con Mogol del brano Storia di un uomo e di una donna e di due delle tre suites, la prima di queste porta il titolo dell'intero lavoro, e aveva fatto parte, con una durata inferiore, dell'album Umanamente uomo: il sogno del cantautore sabino, pubblicato alcuni mesi prima mentre la seconda Aeternum è firmata dal cantautore reatino e da Cicco, Lorenzi e Radius. L'altra suite, intitolata L'ultima foglia è firmata dai soli Cicco, Lorenzi e Radius, ovvero i componenti del gruppo, che curano tutti gli arrangiamenti.
Dal disco viene tratto il singolo Sognando e risognando/Storia di un uomo e di una donna, nel quale entrambi i brani hanno una durata ridotta rispetto a quella dell'album, per esigenze di spazio sul vinile.

## Tracce
Lato A
1. Sognando e risognando – 10:37 (Mogol, Lucio Battisti)
2. L'ultima foglia – 9:41 (Gabriele Lorenzi, Tony Cicco, Alberto Radius)

Lato B
1. L'ultima foglia – 2:12 (Gabriele Lorenzi, Tony Cicco, Alberto Radius)
2. Storia di un uomo e di una donna – 5:02 (Mogol, Lucio Battisti)
3. Aeternum – 11:29 (Gabriele Lorenzi, Tony Cicco, Alberto Radius, Lucio Battisti)

## Formazione
- Alberto Radius - voce, chitarra elettrica, basso, chitarra acustica
- Gabriele Lorenzi - voce, organo Hammond, pianoforte, sintetizzatore, basso, busilacchio, archi elettronici
- Tony Cicco - voce, batteria, percussioni

Note aggiuntive
- Lucio Battisti - produttore
- Formula 3 - arrangiamenti
- Gaetano Ria - tecnico del suono
- Caesar Monti, Marabelli, Wanda Spinello - copertina album